# Oniscus ancarensis
Oniscus ancarensis là một loài chân đều trong họ Oniscidae. Loài này được Bilton miêu tả khoa học năm 1992.